# Brian Branch
(en) Statistiques sur pro-football-reference
Brian Amani Branch (né le 22 octobre 2001 à Fayetteville dans l'État de la Géorgie aux États-Unis) est un sportif professionnel américain de football américain jouant au poste de defensive back dans la National Football League (NFL) depuis la saison 2023.
Au niveau universitaire, il a joué pendant trois saisons pour la Crimson Tide de l'université de l'Alabama dans la NCAA Division I FBS avec qui il remporte le titre national au terme de la saison 2020.
Il est ensuite sélectionné lors du deuxième tour de la draft 2023 par la franchise des Lions de Détroit.

## Biographie

### Jeunesse et carrière universitaire
Branch sort du lycée comme une recrue quatre étoiles et troisième meilleur safety de sa cuvée. Recevant des offres de 27 institutions de la NCAA Division I FBS, il fait des visites officielles à Alabama, Georgia Tech et Oklahoma. À l'ouverture de la période de signature, Branch devient de premier joueur de l'année a officiellement signer pour la Crimson Tide, qui est alors à la recherche de remplaçants pour Shyheim Carter (en), Jared Mayden (en) et Xavier McKinney.
La première saison de Branch en Alabama est affectée par la pandémie de Covid-19 qui l'empêche entre autres de participer normalement aux camps d'entrainement. Néanmoins, il réussit à se tailler une place comme joueur régulier avec l'équipe, entre autres en évoluant à plusieurs positions dont celle de cornerback. Reconnu joueur All-American et après trois ans à Alabama, il se déclare éligible pour le draft 2023 de la NFL.

### Draft
Branch est considéré comme le deuxième meilleur safety de la cuvée (derrière Antonio Johnson (en) et devant JL Skinner (en) selon Dane Brugler de The Athletic). Ayant joué principalement comme nickelback (en) durant sa dernière année universitaire, sa versatilité est considérée comme son meilleur atout, alors que son manque d'interception lui est reproché.
Les Lions de Détroit effectuent un échange lors de la draft pour monter de trois positions et sélectionner Branch en 45e choix global,.

### Carrière professionnelle
À son arrivée chez les Lions de Détroit, Branch entre en compétition avec C. J. Gardner-Johnson pour le poste de nickelback (en) titulaire de la franchise. Grâce à ses performances, les Lions le désignent titulaire et déplacent Gardner-Johnson au poste de safety en remplacement de Tracy Walker (en). Après une bonne première saison où il devient rapidement un des favoris des fans, Branch effectue sa transition vers le poste de safety, rejoignant l'escouade composée de Kerby Joseph et Ifeatu Melifonwu (en),. Après le premier tiers de la saison 2024, Branch, formant un tandem efficace avec Joseph, est considéré comme le meilleur safety de la ligue par Pro Football Focus. Il se fait particulièrement remarquer durant la rencontre contre les Cowboys de Dallas où il réussit deux interceptions sur le quarterback Dak Prescott et force un fumble du wide receiver Ryan Flournoy.

## Statistiques

### NCAA
| Année       | Équipe                    | Statut      | MJ |       | Plaquages | Plaquages | Plaquages | Plaquages |       | Interceptions | Interceptions | Interceptions | Interceptions |  | Fumbles | Fumbles |
| Année       | Équipe                    | Statut      | MJ | Total | Seul      | Ast.      | Sacks     | Nb.       | Yards | Déf.          | TD            | Nb.           | Rec.          |  |         |         |
| 2020        | Crimson Tide de l'Alabama | Fr.         | 12 | 27    | 19        | 8         | 0,0       | 2         | 30    | 7             | 0             | 0             | 0             |  |         |         |
| 2021        | Crimson Tide de l'Alabama | So.         | 15 | 55    | 34        | 21        | 1,0       | 0         | 0     | 9             | 0             | 1             | 0             |  |         |         |
| 2022        | Crimson Tide de l'Alabama | Jr.         | 13 | 90    | 58        | 32        | 3,0       | 2         | 2     | 7             | 0             | 0             | 0             |  |         |         |
| Totaux NCAA | Totaux NCAA               | Totaux NCAA | 40 | 172   | 111       | 61        | 4,0       | 4         | 32    | 23            | 0             | 1             | 0             |  |         |         |

### NFL
| Année      | Équipe           | MJ |                | Plaquages      | Plaquages      | Plaquages      | Plaquages      |                | Interceptions  | Interceptions  | Interceptions | Interceptions |  | Fumbles | Fumbles |
| Année      | Équipe           | MJ | Total          | Seul           | Ast.           | Sacks          | Nb.            | Yards          | Déf.           | TD             | Nb.           | Rec.          |  |         |         |
| 2023       | Lions de Détroit | 15 | 74             | 50             | 24             | 1,0            | 3              | 063            | 13             | 1              | 1             | 0             |  |         |         |
| 2024       | Lions de Détroit | 16 | 109            | 79             | 30             | 1,0            | 4              | 048            | 16             | 0              | 1             | 0             |  |         |         |
| 2025       | Lions de Détroit | ?  | Saison à venir | Saison à venir | Saison à venir | Saison à venir | Saison à venir | Saison à venir | Saison à venir | Saison à venir | ?             | ?             |  |         |         |
| Totaux NFL | Totaux NFL       | 31 | 183            | 129            | 54             | 2,0            | 7              | 111            | 29             | 1              | 2             | 0             |  |         |         |

| Année      | Équipe           | MJ |       | Plaquages | Plaquages | Plaquages | Plaquages |       | Interceptions | Interceptions | Interceptions | Interceptions |  | Fumbles | Fumbles |
| Année      | Équipe           | MJ | Total | Seul      | Ast.      | Sacks     | Nb.       | Yards | Déf.          | TD            | Nb.           | Rec.          |  |         |         |
| 2023       | Lions de Détroit | 3  | 20    | 14        | 6         | 1,0       | 0         | 0     | 1             | 0             | 0             | 0             |  |         |         |
| 2024       | Lions de Détroit | 1  | 11    | 8         | 3         | 0,0       | 0         | 0     | 0             | 0             | 0             | 1             |  |         |         |
| Totaux NFL | Totaux NFL       | 4  | 31    | 22        | 9         | 1,0       | 0         | 0     | 1             | 0             | 0             | 1             |  |         |         |